# Anomis campanalis
Anomis campanalis är en fjärilsart som beskrevs av Paul Mabille 1880. Anomis campanalis ingår i släktet Anomis och familjen nattflyn. Inga underarter finns listade i Catalogue of Life.